# Huangshan (socken i Kina, Shandong, lat 36,86, long 117,74)
Huangshan (kinesiska: 黄山街道, 黄山) är en socken i Kina. Den ligger i provinsen Shandong, i den östra delen av landet, omkring 70 kilometer öster om provinshuvudstaden Jinan. Antalet invånare är 48 205. Befolkningen består av 24 153 kvinnor och 24 052 män. Barn under 15 år utgör 15,0 %, vuxna 15-64 år 77 %, och äldre över 65 år 7,0 %.
Genomsnittlig årsnederbörd är 818 millimeter. Den regnigaste månaden är juli, med i genomsnitt 300 mm nederbörd, och den torraste är januari, med 6 mm nederbörd.